# Station Tanimachi Yonchome
Station Tanimachi Yonchome (谷町四丁目駅, Tanimachi Yonchome-eki) is een metrostation in de wijk Chūō-ku in de Japanse stad Osaka. Het wordt aangedaan door de Chūō-lijn en de Tanimachi-lijn. De lijnen staan haaks op elkaar, waardoor beide lijnen eigen perrons hebben. De stationsnaam wordt meestal afgekort tot 'Taniyon'.

## Lijnen

### Chūō-lijn(stationsnummer C18)
| 1 | ■ Chūō-lijn | richting Morinomiya en Nagata               |
| 2 | ■ Chūō-lijn | richting Hommachi, Bentenchō en Cosmosquare |

### Tanimachi-lijn(stationsnummer T23)
| 1 | ■ Tanimachi-lijn | richting Tennōji en Yao-Minami                 |
| 2 | ■ Tanimachi-lijn | richting Higashi-Umeda, Miyakojima en Dainichi |

## Geschiedenis
Het station werd in 1967 geopend en kreeg in 1969 haar huidige vorm.

## Stationsomgeving
- Otemae (buurt)
- NHK-Osaka
  - NHK Osaka Hall
- Gezinsrechtbank van Osaka
- Hoofdkantoor van de prefecturale politie Osaka
- Hoofdkantoor van de nationale ziekenhuisorganisatie van Japan
- Kasteel Osaka en het kasteelpark
- Ruïnes van het Naniwa-paleis
- Geschiedkundig Museum van Osaka
- Yamamoto Nō Theater
- Hanshin-autosnelweg 13
- Sunkus
- Lawson (2x)
- 7-Eleven
- AM/PM
- FamilyMart (2x)
- MiniStop
- MOS Burger
- Apa hotel Osaka Tanimachi
- Hotel San White